# Tullio Cianetti

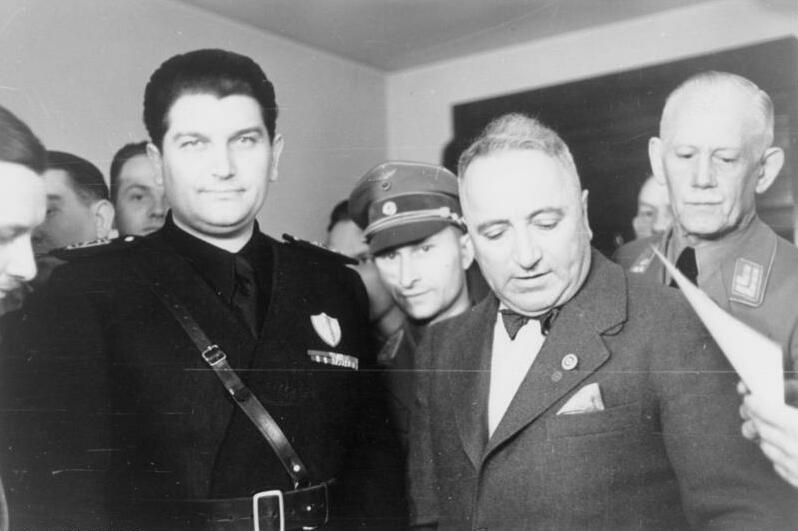
Tullio Cianetti (links) mit Robert Ley im Jahre 1936

Tullio Cianetti (* 20. August 1899 in Assisi, Italien; † 8. April 1976 in Maputo, Mosambik) war ein italienischer faschistischer Politiker, der vor allem durch seine Zusammenarbeit mit der faschistischen Einheitsgewerkschaft bekannt war. Seinen Zenit erreichte er im Jahre 1943, als er kurzzeitig als Ministro delle Corporazioni in Erscheinung trat, ehe er die Flucht ins Exil nach Mosambik antrat.

## Leben
Tullio Cianetti wurde am 20. August 1899 als Sohn der Bauernfamilie Francesco und Matilde Falchetti in der mittelitalienischen Stadt Assisi geboren und verlor seinen Vater mit sechs Jahren. Als 18-jähriger, mit Erreichen der Wehrpflicht, kam er zu den Italienischen Streitkräften. Hierbei verletzte er sich im Laufe des Ersten Weltkrieges leicht am Bein und beendete seine Militärlaufbahn im Jahre 1921 als Leutnant. Er wurde dann in Assisi Lehrer am staatlichen Internat Principe di Napoli und nahm 1922 am Marsch auf Rom teil. Daraufhin zog es ihn nach Terni, wo er begann die faschistische Gewerkschaft zu organisieren, bevor er 1924 zum Gewerkschaftssekretär für die Region Umbrien ernannt wurde. Im gleichen Jahr kehrte er dem Faschismus, nach der Ermordung von Giacomo Matteotti, für einige Zeit den Rücken, wobei der Verdacht aufkam, dass Cianetti politisch zu weit links gesinnt sei, wurde aber schon 1925 Sekretär der faschistischen Gewerkschaft für die Region Syrakus und hielt in weiterer Folge ähnliche Positionen in Carrara, Messina, Matera und Treviso.
1931 wurde er Sekretär der nationalen Vereinigung der Minen- und Steinbrucharbeiter und verhandelte in dieser Position um eine höhere Entlohnung der Arbeitskräfte. Trotz seiner häufigen Konflikte mit der italienischen Regierung gewann er immer mehr an Einfluss und wurde schließlich Gewerkschaftssekretär für die Faschistische Konföderation der Industriearbeiter sowie Vizepräsident der Sozialversicherung. Als Präsident der Industriearbeitervereinigung handelte er mit Robert Ley, dem damaligen Organisator der Deutschen Arbeitsfront, eine Vereinbarung aus, laut derer italienische Bürger im Deutschen Reich arbeiten konnten. Zur Ehrung Cianettis beschloss die Deutsche Arbeitsfront, die von Volkswagen errichtete Halle in der Stadt des KdF-Wagens bei Fallersleben, dem heutigen Wolfsburg, in Tullio-Cianetti-Halle zu benennen. Die Halle wurde 1938 fertiggestellt und fiel einen Tag vor dem offiziellen Ende des Zweiten Weltkrieges einem Großbrand zum Opfer. In der Zeit des Nationalsozialismus wurde sie als Veranstaltungszentrum in der entstehenden Automobilstadt genutzt.

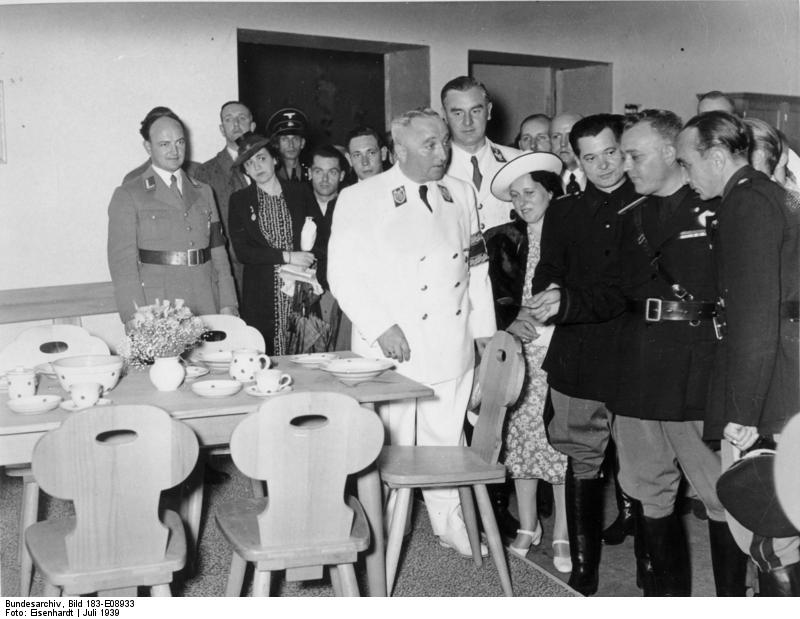
Cianetti (Zweiter von rechts) bei der KdF-Leistungsschau und der Ausstellung in den Zoo-Ausstellungshallen in Hamburg (1939); Robert Ley (im Vordergrund in weißer Uniform)

Im November 1934 wurde Cianetti in den Großen Faschistischen Rat gewählt und nach einer rund fünfjährigen Amtszeit im Jahre 1939 wiedergewählt. Während dieser Zeit agierte er als Untersekretär für Gemeinschaften und wurde 1943 zum Ministro delle Corporazioni, also zu Deutsch etwa Gewerkschaftsminister, ähnlich dem heute bestehenden Minister für wirtschaftliche Entwicklung, ernannt. Hier arbeitete er in Rom vom Palazzo Piacentini aus, der eigens dafür unter der Planung von Marcello Piacentini und Giuseppe Vaccaro gebaut wurde. Er pflegte eine langjährige politische Beziehung zu Robert Ley und traf sich öfters mit ihm. Nachdem er unter Benito Mussolini eine Parteikarriere gemacht hatte, kamen seine andersdenkenden politischen Tendenzen immer mehr zum Vorschein, was darin gipfelte, dass Cianetti den Faschisten Dino Grandi unterstützte, als dieser den Sturz Mussolinis veranlasste.
Kurz darauf schrieb Cianetti allerdings eine Entschuldigung an den Duce del Fascismo, um einer möglichen Bestrafung und etwaigen Konsequenzen zu entgehen. Beim Prozess von Verona, der von 8. bis 10. Januar 1944 in Verona stattfand, war Cianetti einer der angeklagten Faschisten. Aufgrund seiner schriftlichen Entschuldigung an Mussolini erhielt er als einziger der sechs „abtrünnigen“ Teilnehmer der Sitzung des Großen Faschistischen Rates vom 24./25. Juli 1943 in Rom eine mildere Strafe. Während die fünf anderen wegen Hochverrats zum Tode verurteilt wurden, erhielt der Gewerkschaftsführer Tullio Cianetti eine Strafe im Ausmaß von 30 Jahren Haft. Kurz nach dem Sturz des Faschismus gelang Cianetti die Flucht nach Mosambik, wo er fortan die letzten 32 Lebensjahre im Exil verbrachte, ehe er am 8. April 1976 in der Hauptstadt Maputo 76-jährig verstarb.